# رادنوویتسه
رادنوویتسه (به چکی: Radňovice) یک منطقهٔ مسکونی در جمهوری چک است که در ناحیه ژدار ناد سازاووو واقع شده‌است. رادنوویتسه ۳٫۸۶ کیلومتر مربع مساحت و ۳۳۹ نفر جمعیت دارد و ۶۲۷ متر بالاتر از سطح دریا واقع شده‌است.